# Carayonemidae
Carayonemidae Richard, 1986, è una piccola famiglia di insetti, appartenente all'ordine dei Rincoti (Homoptera: Coccoidea), comprendente quattro sole specie distribuite nella regione neotropicale.
La famiglia, di recente definizione, presenta caratteri inconsueti sia nella morfologia sia nella biologia. Le femmine hanno il corpo di forma ovoidale, affusolato posteriormente, con capo provvisto di brevi antenne articolate e terminanti con una lunga setola, e sono provviste di zampe brevi, a segmentazione semplificata, con femore e trocantere fusi. Un carattere primitivo, che mette queste specie in relazione con gli Ortheziidae, è la presenza di stimi addominali oltre a quelli toracici. Il tegumento è cosparso di caratteristiche setole squamiformi.
L'habitat è probabilmente semiacquatico e questi insetti si rinvengono nella lettiera umida di foglie e fra i muschi. Non si hanno sufficienti informazioni sulla loro biologia.